# Zygmunt Grabowiecki
Zygmunt Grabowiecki (ur. 28 czerwca 1939 w Sosnowcu, zm. 9 grudnia 2008) – polski fotograf, fotoreporter. Członek Stowarzyszenia Dziennikarzy Rzeczypospolitej Polskiej.

## Życiorys
Zygmunt Kuba Grabowiecki absolwent Wydziału Elektroniki Politechniki Gdańskiej, związany z gdańskim środowiskiem dziennikarskim, fotograficznym – zawodowo uprawiał fotografię od 1960. Miejsce szczególne w jego twórczości zajmowała fotografia lotnicza, fotografia reportażowa oraz fotografia społeczna. Jako fotoreporter współpracował z wieloma czasopismami – regionalnymi, ogólnopolskimi oraz specjalistycznym (muzycznymi). W latach 1963–1967 był fotoreporterem muzycznego miesięcznika Jazz oraz studenckiego czasopisma itd, w latach 1965–1976 współpracował z Centralną Agencją Fotograficzną, od 1969 do 1974 robił zdjęcia dla Perspektyw, od 1974 współpracował z Tygodnikiem Morskim, w latach 1975–1982 z pismem Czas oraz w latach 1982–1991 z Wybrzeżem i od 1991 do 1993 – z Wybrzeżem Czas.
Współpracował z gdańskim Klubem Żak, gdzie w latach 1959–1964 fotografował m.in. koncerty jazzowe, jam sessions. W 1963 został przyjęty w poczet członków ówczesnego Stowarzyszenia Dziennikarzy Polskich – obecnego (od 1982) Stowarzyszenia Dziennikarzy Rzeczypospolitej Polskiej.
Był współautorem wielu wystaw fotograficznych: zbiorowych oraz pokonkursowych – w Polsce i za granicą, na których otrzymywał wiele akceptacji, medali, nagród, wyróżnień, dyplomów, listów gratulacyjnych. Jego fotografie były kwalifikowane do wystaw pokonkursowych World Press Photo of the Year, w których (łącznie) zostały wyróżnione ośmiokrotnie (w latach 1964–1979) oraz w konkursie fotograficznym podczas Olimpiady Żeglarskiej w Rydze (1980). W grudniu 2008 (w Klubie Żak w Gdańsku) otwarto ostatnią wystawę autorską Zygmunta Grabowieckiego zatytułowaną Jazz w obiektywie Zygmunta Grabowieckiego.
Zmarł 9 grudnia 2008, pochowany 12 grudnia na cmentarzu Łostowickim w Gdańsku.

## Publikacje (albumy)
- Windjammer Parade (1972, 1978)
- Brzegiem Bałtyku (1975)

Źródło.

## Odznaczenia
- Srebrny Krzyż Zasługi (1978, wręczenie 1979[7])
- Medal „Za zasługi dla Marynarki Wojennej PRL” (1976)
- Złota odznaka „Zasłużony Pracownik Morza” (1986)

Źródło:.

## Nagrody
- „Srebrny Helikon” na I Światowej Wystawie Fotografii Jazzowej w Elblągu (1962)[6]
- „Order Stańczyka” redakcji czasopisma „Litery” (1966)[8]
- Złoty medal w konkursie „Inspiracje morza” (1980)[8]
- Nagroda Prezydenta Miasta Gdańska w Dziedzinie Kultury z okazji jubileuszu 50-lecia Klubu Żak (2007)[9]